# Lathropus striatus
Lathropus striatus är en skalbaggsart som beskrevs av Thomas Casey 1916. Lathropus striatus ingår i släktet Lathropus och familjen ritsplattbaggar. Inga underarter finns listade i Catalogue of Life.